# Lucía Piedra Galarraga
Lucía Piedra Galarraga (L'Havana, Cuba, 1972) és una investigadora, restauradora d'art, comissària independent i professora cubano-espanyola.
Llicenciada en Belles Arts a la Universitat de l'Havana, a Espanya va cursar el Programa d'Estudis Independents del Museu d'Art Contemporani de Barcelona (MACBA) i el màster en Estudis culturals i Literatura comparada, tots dos a la Universitat Autònoma de Barcelona. Fins al 2014 va treballar com a restauradora de béns mobles al Centre Nacional de Conservació, Restauració i Museologia (CECREM) a l'Havana, dependent de Consell Nacional de Patrimoni Cultural de Cuba. Lucía Piedra també ha col·laboradorat amb la Universitat Oberta de Catalunya i amb la Universitat de les Arts d'Equador.
Les investigacions de Lucía Piedra i els seus projectes estan travessats per la perspectiva postcolonial/decolonial, l'activisme antiracista, la interculturalitat i la intersecció entre formes de governabilitat i representació, el pensament crític i els feminismes. Ha participat com a comissària en els projectes Relacions ortogràfiques (en temps regirats), guanyador del cicle Terrassa Comissariat 2013-2014; Ne travaillez jamais, guanyador del Curatorial Challenge (II) d'ADN Platform 2015, i One year women's performance 2015-2016 de l'artista Raquel Friera per al Palau de la Virreina, 2018.2 Durant els anys 2020 i 2021 ha coordinat el grup de Pensament, Pràctiques i Activismes Afro/Negres (GPPAAN) associat al MACBA, la plataforma Institut de Pedagogies Afro/Negres (IPA), col·labora amb el Festival Africa Moment i dirigeix els cursos i tallers Lectures decolonials de l'enemistat al Centre de Cultura Contemporània de Barcelona a l'exposició dedicada a William Kentridge.